# Европейский маршрут E42

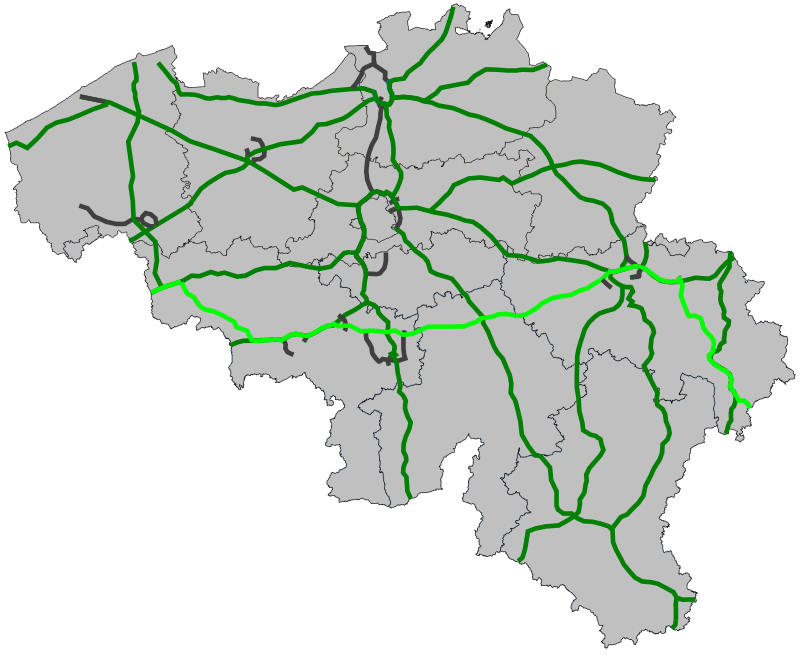
Схема маршрута Е42 в Бельгии

Европейский маршрут Е42 — европейский автомобильный маршрут категории А, соединяющий города Дюнкерк (Франция) и Ашаффенбург (Германия). Длина маршрута — 680 км.

## Города, через которые проходит маршрут
Маршрут Е42 проходит через 3 европейских страны:
- Франция: Дюнкерк — Лилль —
- Бельгия: Монс — Шарлеруа — Намюр — Льеж — Сен-Вит —
- Германия: Виттлих — Бинген-на-Рейне — Висбаден — Франкфурт-на-Майне — Ашаффенбург

Е42 пересекается с маршрутами
| - E19 - E420 - E411 - E25 |  | - E40 - E46 - E313 - E421 |  | - E31 - E35 - E451 - E41 |

## Фотографии

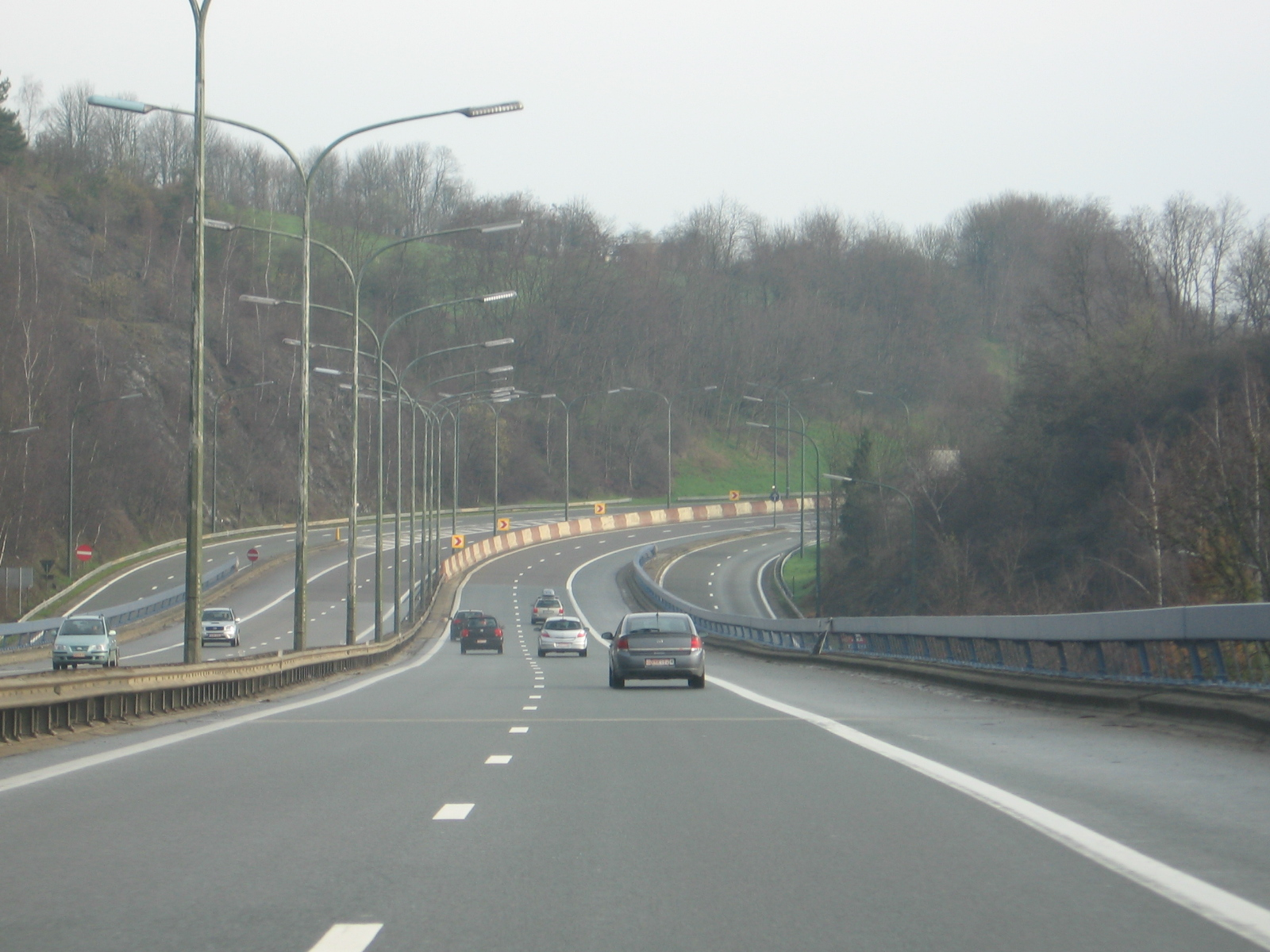
Е42 к востоку от Льежа
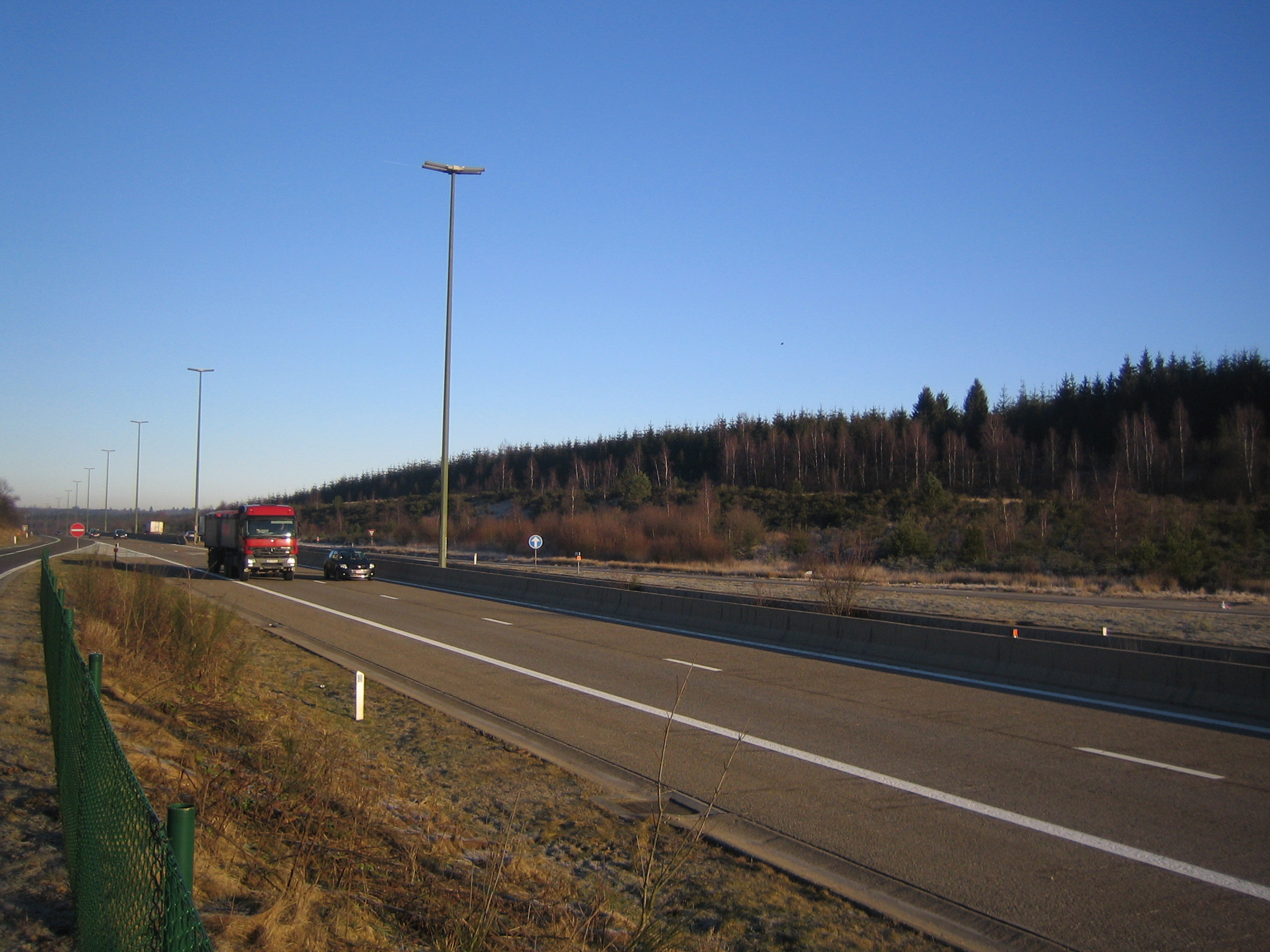
Е42 в Бельгии
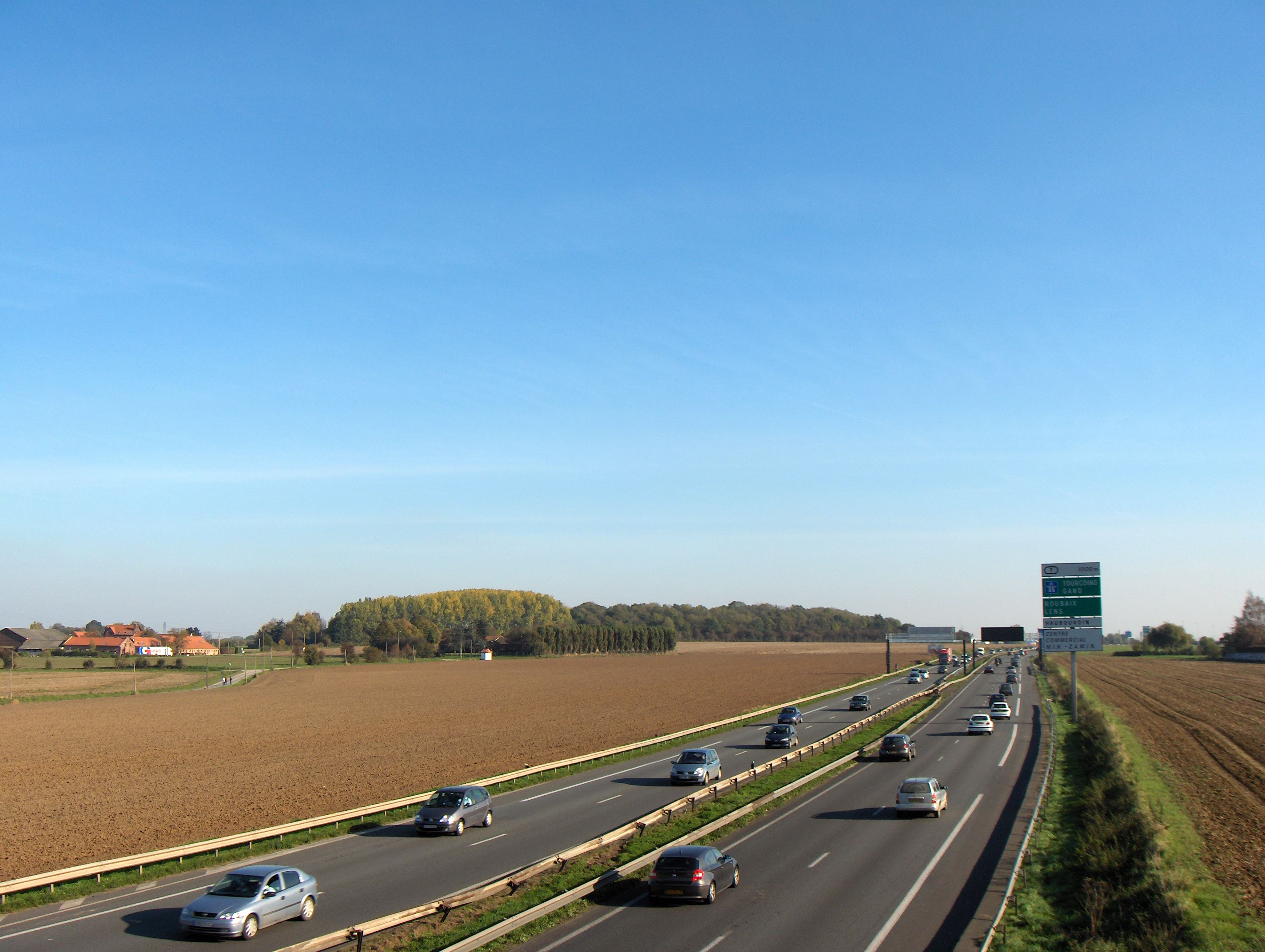
Е42 во Франции
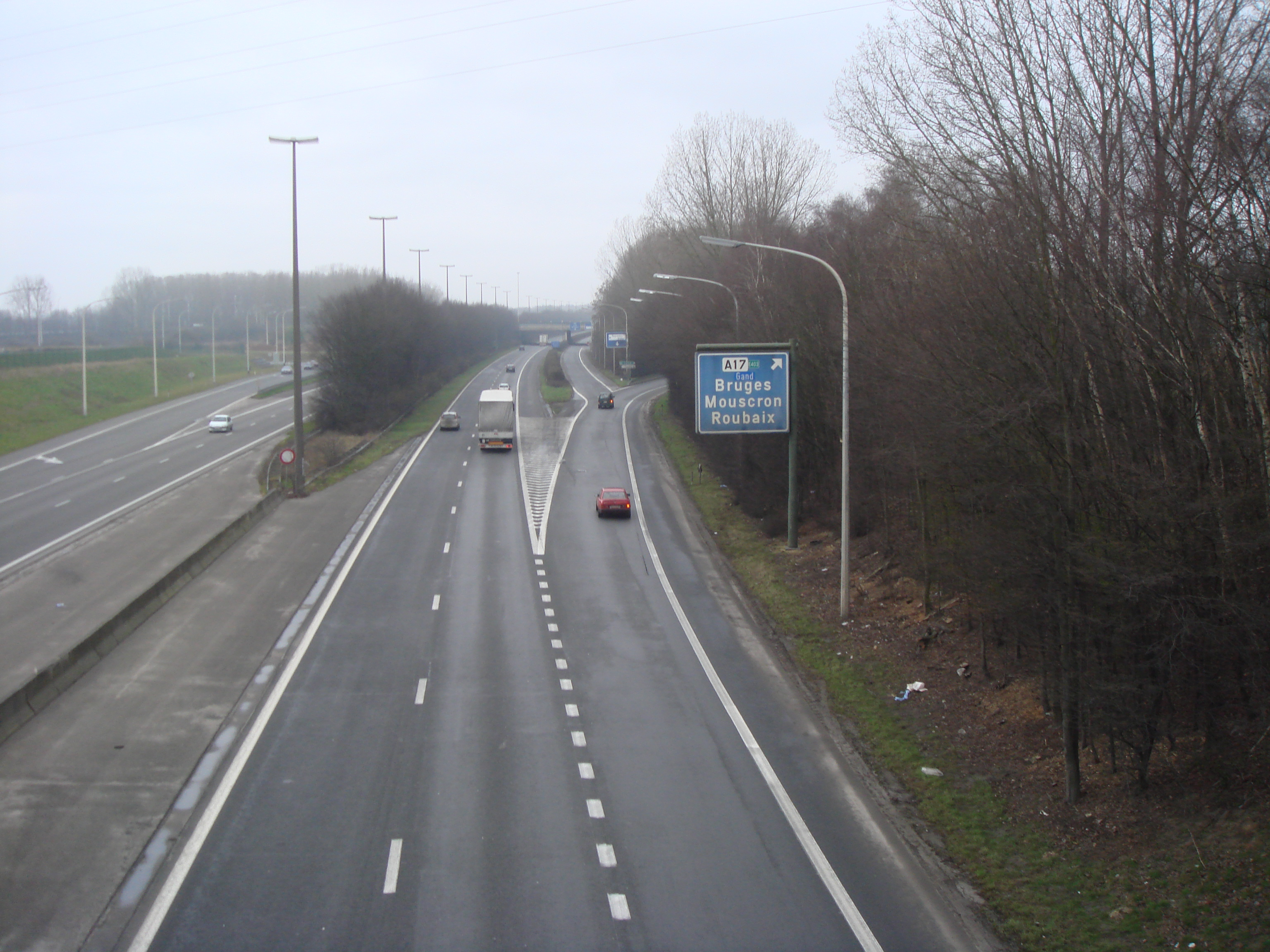
Е42 в Бельгии
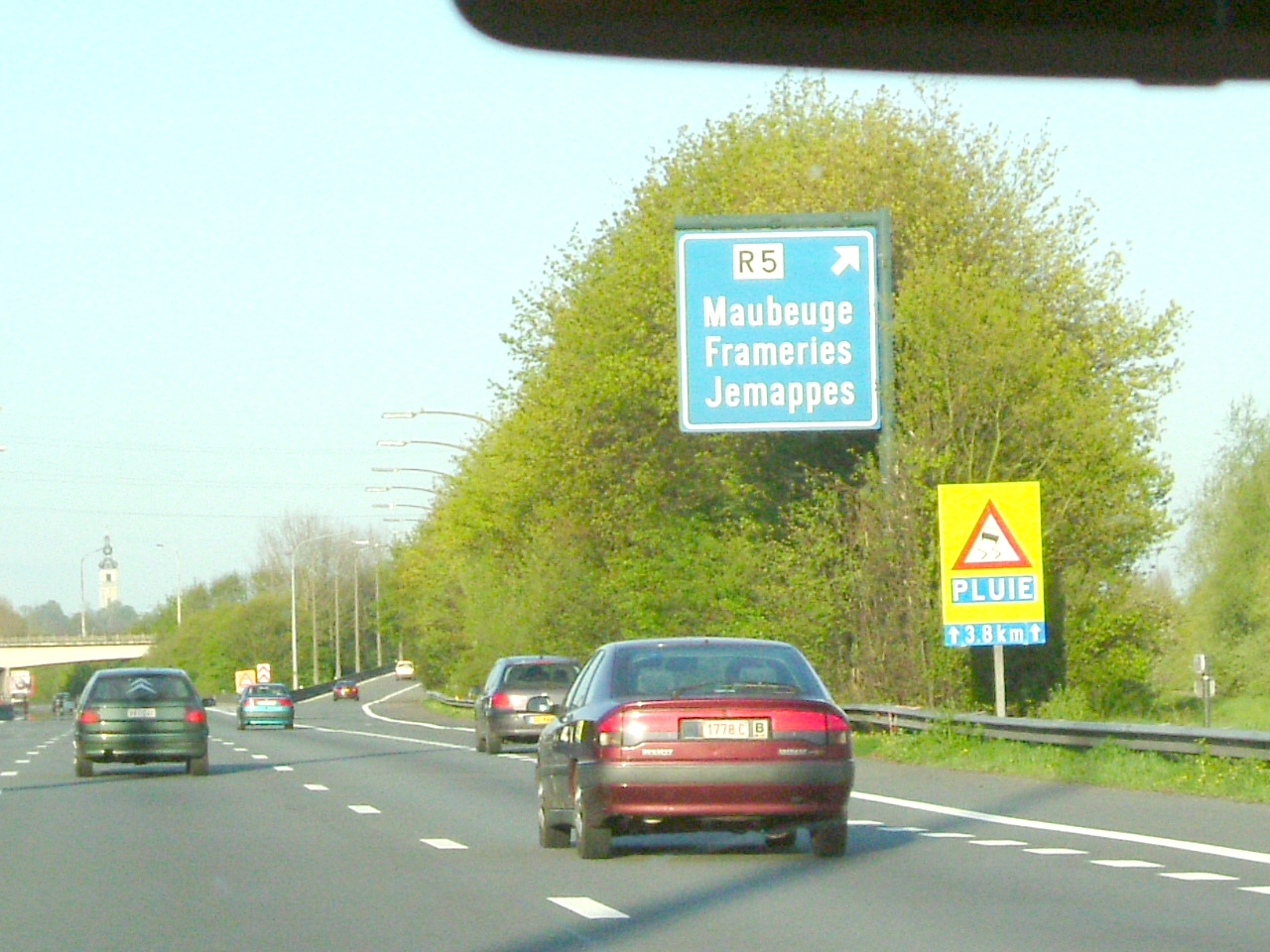
Е42 в Монсе
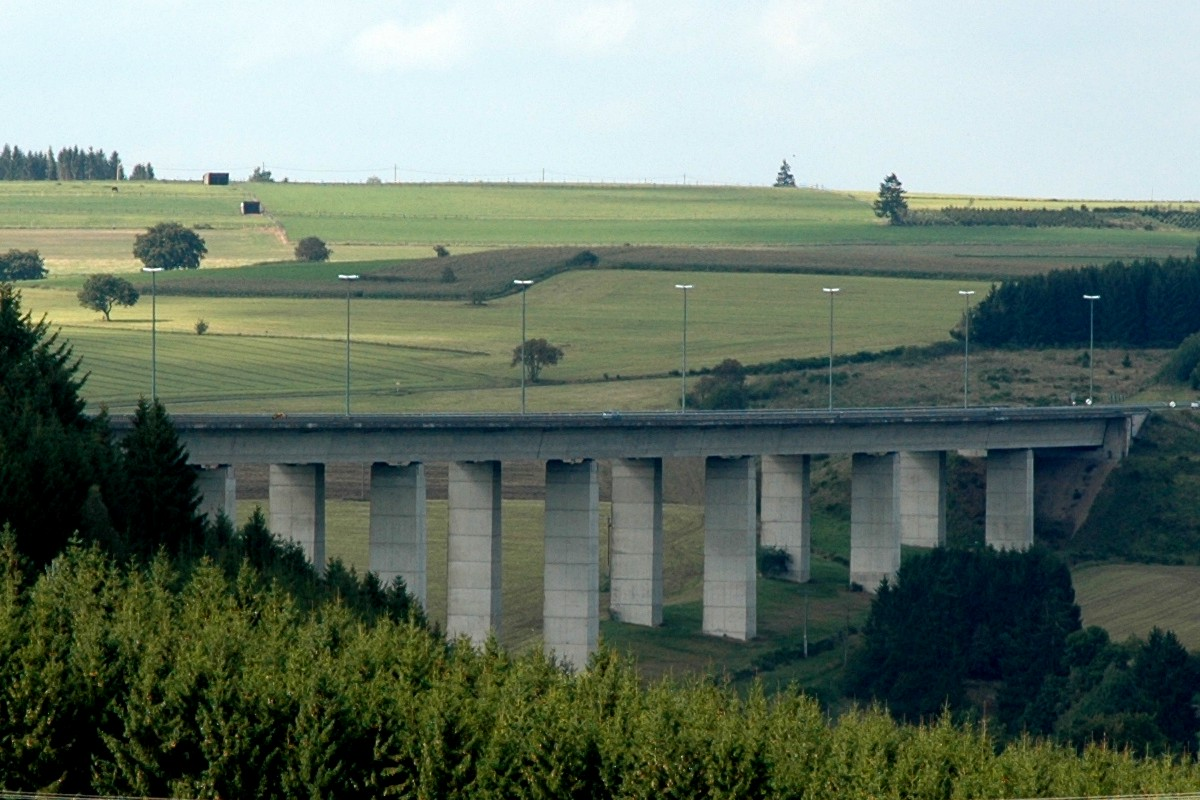
Е42 на бельгийско-германской границе
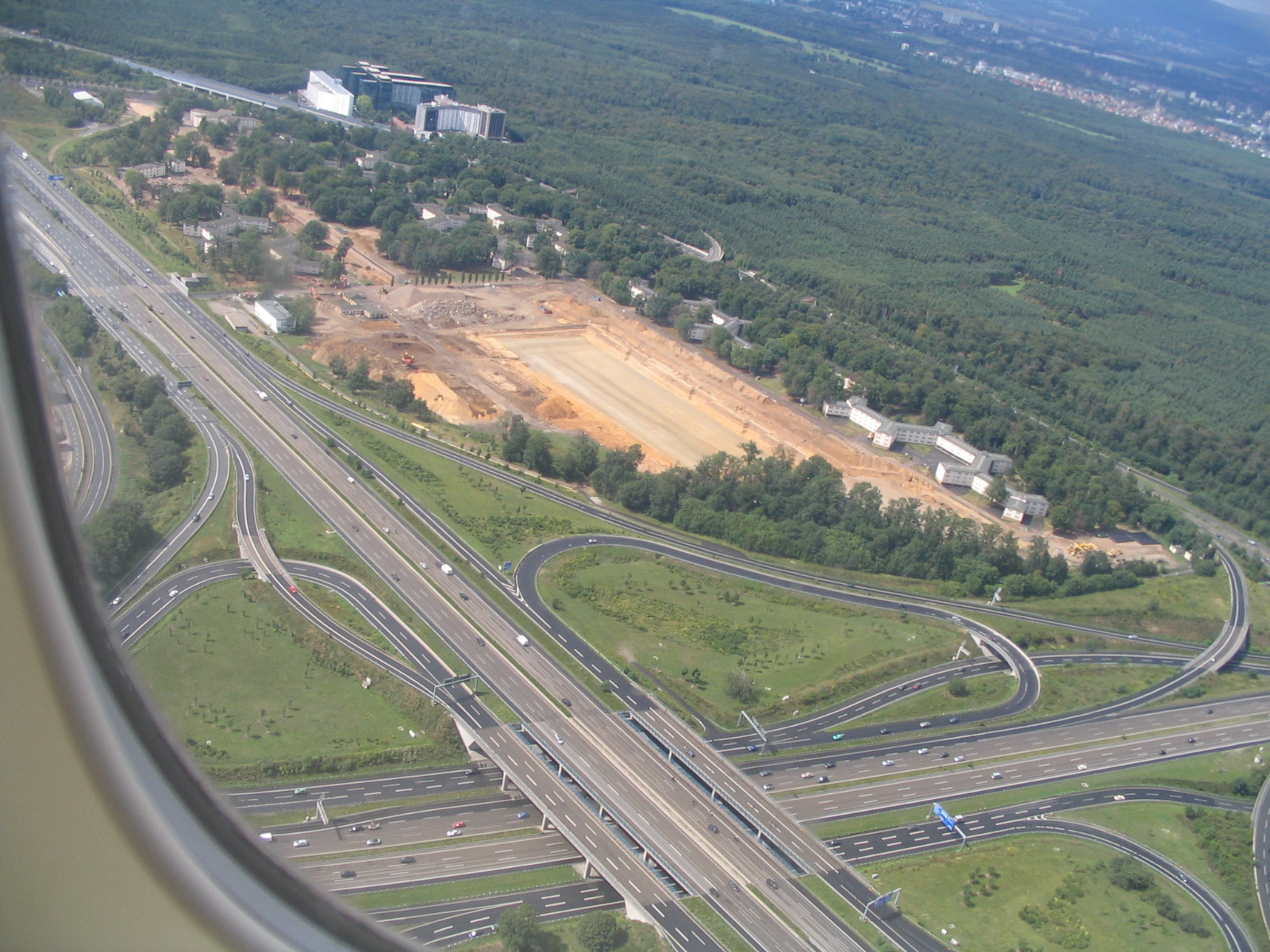
Вид на Е42 с самолёта
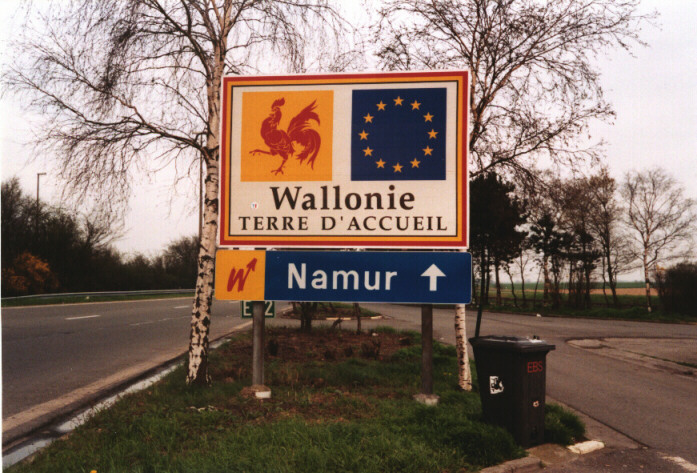
Дорожный знак на границе Валлонии, Бельгия